# Vincenz August Wagner
Vincenz August Wagner (* 7. März 1790 in Thannhausen; † 14. Oktober 1833 in Guttenbrunn (1850 nach Baden eingemeindet)) war ein österreichischer Jurist.

## Leben
Vincenz August Wagner wurde als Sohn des ersten Oberbeamten auf den Herrschaften des Joseph Adam von Arco, Fürstbischof von Seckau, geboren.
Er verlebte seine ersten Jahre auf dem Schloss Seggau und erhielt bis zu seinem zwölften Lebensjahr Unterricht von seinem Vater, unter anderem auch im Zeichnen und in der Musik. 1802 kam er nach Graz an das Kaiserliche Akademische Gymnasium, mit dem auch das Lyzeum, vormals die Universität Graz, verbunden war und betrieb dort philosophische und juristische Studien und hörte die Vorlesungen des Professor Sebastian Jenull.
Im Alter von neunzehn Jahren ging er 1809 an die Universität Wien, um dort die juristische Doktorwürde zu erlangen. 1810 absolvierte er das erste Rigorosum und wurde im August 1811 zum Doktor der Rechte promoviert. Er bewarb sich mit Erfolg um die Lehrkanzel des Lehen-, Handels- und Wechselrechtes und des gerichtlichen Verfahrens am Lyzeum Olmütz. Bereits nach sechs Monaten wurde ihm auch die Vertretung der Professur für das Allgemeine Bürgerliche Gesetzbuch übertragen.
Um sich mit der Gerichtspraxis vertraut zu machen, besuchte er von November 1812 bis 1814 die Kanzlei des damaligen Professors und mährisch-schlesischen Landesadvokaten und späteren Appellationsrat, Dr. Ignaz Beidtel (1783–1865); darauf bewarb er sich um eine Landesadvokatenstelle in Mähren und Schlesien, die er 1815 auch erhielt.
1817, im Alter von siebenundzwanzig Jahren, wählten ihn die Direktoren und Professoren des Olmützer Lyzeums zu ihrem Rektor.
1819 wurde er auf die Lehrkanzel des Lehens-, Handels- und Wechselrechtes und des gerichtlichen Verfahrens der Universität Wien berufen. Er beteiligte sich auch als Mitarbeiter an der Redaktion und Ausführung des Planes zur Einrichtung des Wiener allgemeinen Witwen- und Waiseninstitutes.
1822 wurde ihm durch die oberste Polizei- und Zensurhofstelle das Amt eines Zensors im politisch-juristischen Fach übertragen; 1823 erfolgte seine Ernennung zum Mitglied der Hofkommission in Justizgesetzsachen.
Er gründete 1825 die Zeitschrift für österreichische Rechtsgelehrsamkeit, das als Fachorgan diente, um die Ausbildung der Rechtsgelehrsamkeit und der politischen Gesetzeskunde, sowie die wissenschaftliche Praxis zu fördern, die Übereinstimmung der theoretischen und praktischen Ansichten der verschiedenen Gesetzgebungen zu vermitteln und das Studium zu erleichtern. Nach seinem Tod wurde die Zeitschrift von Thomas Dolliner, Josef von Kudler, Moriz Fränzel, Moritz von Stubenrauch (1811–1865) und Eduard von Tomaschek (1810–1890) bis 1849 herausgegeben.
1826 erwählte ihn das Konsistorium der Wiener Universität zu ihrem Syndikus. Im gleichen Jahr wurde der Entwurf einer Wechselordnung beraten und Vincenz August Wagner wurde zum Co-Referenten ernannt; 1827 erhielt er die Leitung über die Ausarbeitungen des Druckes der Wechselordnung in der Staatsdruckerei.
1828 ordnete Kaiser Franz I. an, dass zur größeren Beschleunigung die Redaktion eines Handelsgesetzbuches bei der Hofkommission in Justizgesetzsachen beraten werde; Vincenz August Wagner trat als Mitglied und Co-Referent in die besondere Kommission zur Redaktion des Handelsgesetzbuches.
Vincenz August Wanger war mit dem steirischen Poeten Johann Nepomuk Georg Fellinger (1781–1816) befreundet, mit dem er die deutschen Klassiker, unter anderem Immanuel Kant, las. Weiterhin spielte er Klavier und komponierte auch einige Stücke und verkehrte mit den Komponisten Anton Halm und Eduard von Lannoy.
Er war seit dem 10. September 1815 mit Luise, eine Tochter des Adjunkten Hahn. Gemeinsam hatten sie zwei Söhne und vier Töchter.
Seine Beisetzung erfolgte auf dem Hietzinger Friedhof.

## Ehrungen
1829 erhielt er den Rang und Titel eines Regierungsrates.

## Schriften (Auswahl)
- Ueber die Compensation im österreichischen Civilprocesse. Wien: Geistinger, 1817.
- Das Quellenverhältniß des bürgerlichen Gesetzbuches zu den besonderen Zweigen des in den österreichisch-deutschen Erbstaaten für den Civilstand geltenden Privatrechts. Wien: Geistinger, 1818.
- Kritisches Handbuch des in den österreichisch-deutschen Staaten geltenden Wechselrechtes. Wien: Geistinger 1823.
- Joachim Füger; Vincenz August Wagner: Das adeliches Richteramt od. d. gerichtliche Verfahren außer Streitsachen in d. deutschen Provinzen der österreich. Monarchie. Wien 1824.
- Vincenz August Wagner; Franz Xaver Nippel von Weyerheim; Giuseppe Rossi, Valentino Crescini; Joseph Winiwarter: Sulla collazione nella porzione legittima od ereditaria secondo il Codice civile austriaco: trattati tre. Verona: Per Giuseppe Rossi editore, 1829.
- Vincenz August Wagner; Michael Schuster; Conrad von Gärtner; Carl Josef Pratobevera; Giuseppe Rossi; Valentino Crescini: Della prorogazione del foro nel processo civile austriaco. Della alienazione della stessa cosa a due diverse persone. Della investigazione giudiziale nelle controversie de' conjugi sulla separazione di mensa e di letto: trattati tre. Verona: Per Giuseppe Rossi editore, 1830.
- Vincenz August Wagner; Josef Winiwarter: Sulla forza di prova attribuita nel concorso de' creditori alla dichiarazione del marito di aver ricevuta la dote: trattati due. Verona: Rossi, Giuseppe, 1830.
- Franz Fischer; Vincenz August Wagner; Leopold von Sonnleithner; Giuseppe Rossi; Valentino Crescini: Sulla riconvenzione. Verona: Per Giuseppe Rossi editore, 1830.
- Franz Xavier Haimerl; Vincenz August Wagner: Die Lehre von den Civilgerichtsstellen in den deutschen und italienischen Ländern der österreichischen Kaiserstaates. Nach des Herrn V. A. Wagner Systeme, und mit Benützung seiner Materialen. Wien, 1834.

Er betätigte sich als Rezensent an der Wiener allgemeinen Literatur-Zeitung sowie an der Chronik der Literatur in den Vaterländischen Blättern und an den Wiener Jahrbüchern der Literatur.